# Бетел (Аљаска)
Бетел (енгл. Bethel) град је у америчкој савезној држави Аљаска.

## Демографија
По попису из 2010. године број становника је 6.080, што је 609 (11,1%) становника више него 2000. године.
| Група             | 2000.         | 2010.         |
| Белци             | 1.431 (26,2%) | 1.380 (22,7%) |
| Афроамериканци    | 51 (0,9%)     | 53 (0,9%)     |
| Азијати           | 157 (2,9%)    | 153 (2,5%)    |
| Хиспаноамериканци | 93 (1,7%)     | 136 (2,2%)    |
| Укупно            | 5.471         | 6.080         |